# Christoph und Manuel Mitasch

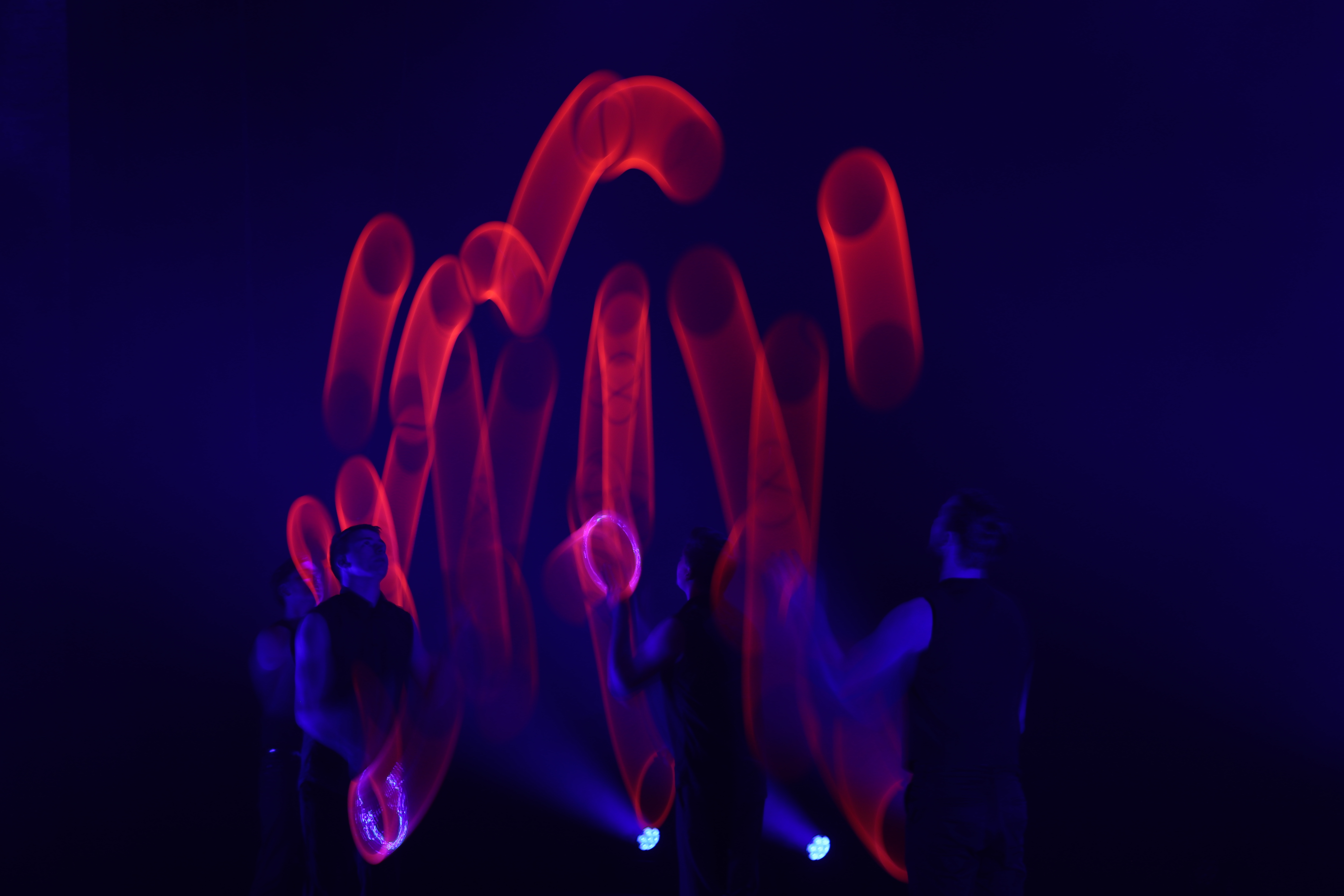
Jonglissimo auf der Tournee der Traumfabrik 2019/2020

Christoph (* 23. Juli 1982 in Linz) und Manuel Mitasch (* 5. Juni 1986 ebenda) sind ein österreichisches Jonglier-Geschwisterpaar. Sie treten unter dem Künstlernamen Jonglissimo auf.
Sie erzielten seit 2004 zahlreiche Weltrekorde im Keulen-Passen, darunter:
- 9 Keulen – 1392 Würfe gefangen[1]
- 10 Keulen – 607 Würfe gefangen[1]
- 11 Keulen – 237 Würfe gefangen[1]
- 12 Keulen – 74 Würfe gefangen[1]

Im Jahr 2005 und 2007 konnten sie den Team Bewerb bei den IJA Championships gewinnen.
2004 und 2005 wurden sie in der ORF-Fernsehsendung „Vera - Menschen des Jahres“ unter anderem als „Artisten des Jahres“ geehrt. 2008 erschien ein Werbespot für ein Milchprodukt der Firma NÖM mit Manuel Mitasch im österreichischen Fernsehen. Im April 2011 nahmen die beiden an einem FakeCheck der Fernsehsendung Galileo teil.
Im Jänner 2013 nahmen Christoph und Manuel gemeinsam mit Daniel Ledel und Dominik Harant als erstes österreichisches Team am Festival Mondial du Cirque de Demain in Paris teil.
Beim internationalen Young Stage Festival in Basel wurde Jonglissimo im Mai 2014 mit zwei Preisen ausgezeichnet.
Im Herbst 2014 schaffte Jonglissimo den Einzug in die Live-Shows der vierten Staffel von „Die große Chance“.
Dieter Bohlen kommentierte die Quartett-Show bei Das Supertalent 2015 mit folgenden Worten:

„Für mich seid ihr die besten Jongleure, die ich je gesehen habe.“

## Privates
Christoph studierte „Computer- und Mediensicherheit“ an der FH Hagenberg und schloss mit einem Diplom ab.